# Cimitirul Olosig din Oradea
Cimitirul Olosig (în maghiară Olaszi temető) a fost un cimitir din Oradea, în care au fost înmormântate personalități de seamă ale culturii și științei. Cimitirul a fost demolat în anii național-comunismului și transformat în parc. În anul 2009 au fost identificate și exhumate osemintele a circa 200 de personalități. O parte din ele, între care osemintele lui Iosif Vulcan, au fost reînhumate în Cimitirul Municipal Rulikowski.

## Personalități înmormântate aici
- Kálmán Rimanóczy (tatăl) și Kálmán Rimanóczy (fiul), arhitecți apreciați care au proiectat numeroase clădiri din Oradea
- István Lipovniczky, episcop de Oradea
- István Fiedler (1871-1957), episcop de Oradea și Satu Mare
- Flóris Rómer, arheolog
- Márton Hegyesi, scriitor
- István Balogh, pictor
- Ferenc Sal, primar
- György Lukács, politician, președinte al Parlamentului Ungariei
- Iosif Vulcan, scriitor